# John Alphonse Asiedu
John Alphonse Asiedu SVD (* 12. Mai 1962 in Adeemmra, Afram Plains District) ist ein ghanaischer römisch-katholischer Ordenspriester und Apostolischer Vikar von Donkorkrom.

## Leben
John Alphonse Asiedu trat 1988 der Ordensgemeinschaft der Steyler Missionare bei und studierte anschließend am Priesterseminar in Tamale. Am 21. September 1991 legte er die erste und am 8. September 1996 die ewige Profess ab. Der Erzbischof von Tamale, Gregory Ebolawola Kpiebaya, weihte ihn zum Diakon. Am 19. Juli 1997 spendete ihm der Erzbischof von Accra, Dominic Kodwo Andoh, das Sakrament der Priesterweihe.
Nach der Priesterweihe war er zunächst in der Pfarrseelsorge tätig. Von 1999 bis 2005 war er Assistent des Novizenmeisters in Nkwatia-Kwahu und anschließend bis 2008 Ökonom der Ordensprovinz in Accra. Von 2008 bis 2017 war er Scholastikerpräfekt in Tamale und seit 2017 Novizenmeister in Nkwatia-Kwahu.
Am 11. Februar 2019 ernannte ihn Papst Franziskus zum Apostolischen Vikar von Donkorkrom. Der Erzbischof von Tamale, Philip Naameh, spendete ihm am 4. Mai desselben Jahres die Bischofsweihe. Mitkonsekratoren waren der bisherige Apostolische Nuntius in Ghana, Erzbischof Jean-Marie Speich, und der Bischof von Keta-Akatsi, Gabriel Edoe Kumordji SVD.